# Салангана гірська
Саланга́на гірська (Aerodramus hirundinaceus) — вид серпокрильцеподібних птахів родини серпокрильцевих (Apodidae). Мешкає на Новій Гвінеї і на сусідніх островах.

## Опис
Довжина птаха становить 11-13 см. Верхня частина тіла рівномірно темно-коричнева, у деяких птахів надхвістя блідіше. Нижня частина тіла блідо-сіра або сіра, серелина горлі більш темна. Хвіст виїмчастий. Дзьоб невеликий. У представників підвиду A. h. baru верхня частина тіла більш темна. а нижня частина тіла більш коричнева. Від бурих саланган гірські салангани відрізняються менш опереними лапами, меншим і більш вигнутим дзьобом, верхня частина тіла у них більш темна, блискуча, а нижня частина тіла світліша.
В польоті птахи видають приємний на слух щебет. Також вони використовують низькі металеві клацаючі звуки для ехолокації в печерах.

## Підвиди
Виділяють два підвиди:
- A. h. baru (Stresemann & Paludan, 1932) — острів Япен;
- A. h. hirundinaceus (Stresemann, 1914) — гори Нової Гвінеї, острови Каркар і Гуденаф[en].

## Поширення і екологія
Гірські салангани мешкають в Індонезії і Папуа Новій Гвінеї. Вони живуть переважно у вологих рівнинних і гірських тропічних лісах, на висоті до 4000 м над рівнем моря. Гніздяться в печерах, формують гніздові колонії. Живляться комахами, яких ловлять в польоті. Гніздо робиться з моху, папороті, трави і корінців, які скріплюються за допомогою слини. В деяких високогірних районіх гнізда були знайдені на підлозі печери, що, ймовірно, пов'язано з тим, що змії, основні хижаки, що розорюють птахині гнізда, рідко зустрічаються на висоті понад 1000 м над рівнем моря. В кладці одне біле яйце вагою 2 г. Пташенята покидають гніздо через 57-74 дні після вилуплення, що є дуже довгим періодом серед серпокрильців. Успішність гніздування порівняно велика і становить 61%.